# Projekt 03050
Projekt 03050 Gujs (také známý jako Projekt 1496M1E, dříve Projekt 1496M1) je třída pobřežních hlídkových lodí ruské pobřežní stráže. Mezi jejich úkoly patří hlídkování v pobřežních vodách a mise SAR. Plavidlo má upravenou variantu pro službu na řekách. Do roku 2025 bylo rozestavěno dvanáct jednotek této třídy. Prototyp byl do služby přijat roku 2018.

## Stavba
Stavba plavidel této třídy byla zahájena roku 2016 v ruské loděnici JSC Vympel v Rybinsku. Loděnice JSC Vympel rozestavěla šest plavidel. Roku 2020 byly založeny kýly dalších dvou plavidel v loděnici Jaroslavskij Sudostroitelný Zavod (JaSZ) ve městě Jaroslavl. Poslední loděnicí, která se do stavby této třídy zapojila, je loděnice Zavod Nižegorodskij Teplochod (ZNT) ve městě Nižnij Novgorod. Ta od roku 2023 staví dvě plavidla.
Lodě projektu 03050:
| Jméno       | Loděnice | Založení kýlu     | Spuštěna         | Vstup do služby  | Status    |
| ----------- | -------- | ----------------- | ---------------- | ---------------- | --------- |
| Orlan       | Vympel   | 24. června 2016   | 3. října 2017    | 20. dubna 2018   | aktivní   |
| Koršun      | Vympel   |                   | 11. října 2018   | duben 2019       | aktivní   |
| Krečet      | Vympel   | 2018              | 17. října 2018   | duben 2019       | aktivní   |
| Grif        | Vympel   |                   | 2020             | 30. září 2020    | aktivní   |
| Sarjč       | Vympel   |                   | 2020             | 15. října 2020   | aktivní   |
| Burevestnik | Vympel   | 18. prosince 2020 | 4. července 2023 |                  | ve stavbě |
| Jastreb     | JaSZ     | 29. října 2020    | 18. května 2022  | 2022             | aktivní   |
| Sokol       | JaSZ     | 29. října 2020    | 24. května 2022  | 8. prosince 2022 | aktivní   |
| PSKR-325    | JaSZ     |                   | 8. dubna 2025    |                  | ve stavbě |
| PSKR-326    | JaSZ     |                   | 11. dubna 2025   |                  | ve stavbě |
| Albatros    | ZNT      | 2022              | 2022             | 2023             | ve stavbě |
|             | ZNT      |                   |                  |                  | ve stavbě |

## Konstrukce
Plavidla jsou vyzbrojena jedním 12,7mm kulometem Kord. Dále nesou jedno vodní dělo. Na zádi se nachází prostor pro jeden inspekční člun RHIB či vodní skútr. Pohonný systém tvoří tři diesely YaMZ 8401.10.09ррDMT300HL, každý o výkonu 800 hp, pohánějící tři lodní šrouby s pevnými lopatkami. Elektřinu dodávají dva diesel-generátory ADS48-T400PP (2× 35 kW). Nejvyšší rychlost dosahuje 22 uzlů. Dosah je 4500 námořních mil při rychlosti 12 uzlů. Autonomie je 10 dnů. Dále může přepravovat až osm tun nákladu, nebo vléct jiné plavidlo o výtlaku až 500 tun rychlostí 4 uzly.